# Хокејашка лига Србије 2012/13.
Хокејашка лига Србије 2012/13. је седмо такмичење које се одржава под овим именом од стране Савеза хокеја на леду Србије.
Сезона је почела 26. октобра 2012. године утакмицом између Партизана и Витеза коју је Партизан добио са 12:5.
Титулу победника Хокејашке лиге Србије је освојио Партизан који је првенство завршио са 10 победа из исто толико утакмица.

## Промене у односу на претходну сезону
У односу на прошлу сезону лигу је напустила екипа Војводине. Нови клубови су НС Старс из Новог Сада за који наступају углавном бивши играчи Војводине и Новог Сада и Београд за који наступају играчи који конкуришу да играју за репрезентацију Србије у конкуренцији до 20 и 18 година.

## Састав Хокејашке лиге Србије у сезони 2012/13
| Клуб          | Град     | Арена                  | Капацитет | Основан |
| ------------- | -------- | ---------------------- | --------- | ------- |
| Партизан      | Београд  | Ледена дворана Пионир  | 2000      | 1948    |
| Витез         | Београд  | Ледена дворана Пингвин | 1000      | 2001    |
| Црвена звезда | Београд  | Ледена дворана Пионир  | 2000      | 1946    |
| Спартак       | Суботица | Стадион малих спортова | 4000      | 1945    |
| НС Старс      | Нови Сад | Ледена дворана СПЕНС   | 1000      | 2002    |
| Београд       | Београд  | Ледена дворана Пингвин | 1000      | 2012    |

## Систем такмичења
У лиги је учествовало шест клубова који је требало да одиграју по 10 утакмица, а након тога плеј-оф. Међутим након регуларног дела, због како је Савез хокеја на леду Србије навео недостатка термина одигравања утакмица и како би се обезбедиле припреме Репрезентације Србије одлучено је да се не игра плеј-оф, па је тако шампион постао Партизан као први после регуларног дела сезоне. Такође из истих разлога није одигран меч последњег кола између Београда и Спартака.

## Играчи
У лиги је укупно наступало 138 играча из Србије, 2 из Сједињених Америчких Држава и један из Македоније. Најмлађи играч је Матија Ганић из Београда који има 15 година, а најстарији са 50 година је Горан Радовић из Витеза.
Највиши играч је Оливер Варга са 197 cm. који наступа за Црвену звезду, а најнижи Урош Стојановић, такође играч Звезде са 157 cm.

## Распоред и резултати
| Датум             | Клуб          | Клуб          | Резултат | Трећине           |
| ----------------- | ------------- | ------------- | -------- | ----------------- |
| 26. октобар 2012  | Партизан      | Витез         | 12:5     | (6:2,4:1,2:1)     |
| 2. новембар 2012  | Витез         | Црвена звезда | 4:2      | (1:1,2:1,1:0)     |
| 16. новембар 2012 | Црвена звезда | Партизан      | 5:10     | (0:0,3:6,2:4)     |
| 26. новембар 2012 | Црвена звезда | Београд       | 2:4      | (1:0,0:1,1:3)     |
| 30. новембар 2012 | Партизан      | Београд       | 11:9     | (1:3,5:4,5:2),    |
| 7. децембар 2012  | Витез         | Београд       | 4:1      | (0:0,3:0,1:1)     |
| 7. децембар 2012  | Спартак       | Црвена звезда | 5:6      | (2:3,3:2,0:1),    |
| 7. децембар 2012  | Партизан      | НС старс      | 5:0с.р.  |                   |
| 14. децембар 2012 | Витез         | Партизан      | 1:7      | (0:3,0:3,1:1)     |
| 14. децембар 2012 | Београд       | Црвена звезда | 6:0      | (2:0,3:0,1:0)     |
| 14. децембар 2012 | Спартак       | НС старс      | 10:5     | (6:3,2:0,2:2))    |
| 21. децембар 2012 | Црвена звезда | Витез         | 0:7      | (0:3,0:0,0:4)     |
| 21. децембар 2012 | Спартак       | Партизан      | 4:9      | (1:1,5:1,3:2)     |
| 28. децембар 2012 | Витез         | НС старс      | 6:2      | (3:0,0:2,3:0)     |
| 28. децембар 2012 | Партизан      | Црвена звезда | 10:2     | (5:0,3:1,2:1)     |
| 30. децембар 2012 | Спартак       | Београд       | 3:2      | (1:1,0:0,2:1),    |
| 4. јануар 2013    | НС старс      | Црвена звезда | 2:6      | (1:3,1:1,0:2),    |
| 14. јануар 2013   | Партизан      | Београд       | 6:3      |                   |
| 18. јануар 2013   | НС старс      | Спартак       | 4:5 пр.  | (1:1,2:1,1:2,0:1) |
| 30. јануар 2013   | Витез         | Спартак       | 2:3 пр.  | (0:0,2:0,0:2,0:1) |
| 3. фебруар 2013   | НС старс      | Београд       | 4:3      | (1:3,3:0,0:0),    |
| 8. фебруар 2013   | НС старс      | Партизан      | 4:10     | (1:1,2:3,1:6),    |
| 9. фебруар 2013   | Спартак       | Црвена звезда | 3:4 пр.  |                   |
| 10. фебруар 2013  | Спартак       | Витез         | 4:6      | (1:2,2:1,1:3)     |
| 15. фебруар 2013  | Витез         | Београд       | 7:1      | (1:0,4:0,2:1)     |
| 18. фебруар 2013  | НС старс      | Црвена звезда | 4:1      | (1:1,1:0,2:0),    |
| 19. фебруар 2013  | НС старс      | Витез         | 4:5      | (1:1,0:3,3:1),    |
|                   | Београд       | Спартак       | није     | одиграно          |

## Табела
| #  | Клуб          | ИГ | Д  | ДП | ИЗП | ИЗ | ГД | ГП | Б  |
| -- | ------------- | -- | -- | -- | --- | -- | -- | -- | -- |
| 1. | Партизан      | 10 | 10 | 0  | 0   | 0  | 85 | 32 | 30 |
| 2. | Витез         | 10 | 7  | 0  | 1   | 2  | 47 | 36 | 22 |
| 3. | Спартак (-1)  | 9  | 2  | 2  | 1   | 4  | 37 | 43 | 10 |
| 4. | НС старс      | 10 | 3  | 0  | 1   | 6  | 34 | 51 | 9  |
| 5. | Црвена звезда | 10 | 2  | 1  | 0   | 7  | 27 | 55 | 8  |
| 6. | Београд       | 9  | 2  | 0  | 0   | 7  | 29 | 42 | 6  |

ИГ = одиграо, Д = победио, ДП = Победа у продужетку, ИЗП = Пораз у продужетку, ИЗ = изгубио, ГД = голова дао, ГП = голова примио, Б = бодова
| Првак Хокејашке лиге Србије 2012/13. |
| ------------------------------------ |
| ХК Партизан 7. титула.               |

## Статистика

### Најбољи стрелци
| Поз. | Играч             | Екипа    | У | Г  | A  | Поена | ИСК | +/– |
| ---- | ----------------- | -------- | - | -- | -- | ----- | --- | --- |
| 1    | Марко Миловановић | Партизан | 6 | 17 | 10 | 27    | 4   | 0   |
| 2    | Марко Ковачевић   | Партизан | 6 | 12 | 6  | 18    | 4   | 0   |
| 3    | Бојан Јанковић    | Витез    | 9 | 8  | 7  | 15    | 8   | 0   |
| 4    | Богдан Јанковић   | Витез    | 9 | 8  | 4  | 13    | 6   | 0   |
| 5    | Марко Бркушанин   | Партизан | 7 | 6  | 6  | 12    | 4   | 0   |
| 6    | Марко Прокић      | Витез    | 6 | 6  | 6  | 12    | 8   | 0   |
| 7    | Марко Сретовић    | Партизан | 5 | 5  | 6  | 11    | 11  | 0   |
| 8    | Ален Петер        | Спартак  | 5 | 5  | 6  | 11    | 0   | 0   |
| 9    | Никола Бурсаћ     | Спартак  | 6 | 7  | 3  | 10    | 2   | 0   |
| 10   | Борис Габрић      | Партизан | 6 | 3  | 6  | 9     | 2   | 0   |

У = Одиграно утакмица; Г = Голова; A = Асистенција; ИСК = Искључење у минутима; +/– = Плус-минус

### Најбољи голмани
| Поз. | Играч            | Екипа         | У | Мин | ППГ  | О%     |
| ---- | ---------------- | ------------- | - | --- | ---- | ------ |
| 1    | Матија Ганић     | Београд       | 2 | 20  | 0    | 100,00 |
| 2    | Дејв Мерлин      | Витез         | 5 | 302 | 1,79 | 87,7   |
| 3    | Петар Степановић | Партизан      | 3 | 80  | 4,50 | 84,6   |
| 4    | Александар Фат   | Црвена звезда | 2 | 30  | 2    | 83,3   |
| 5    | Марко Николић    | Витез         | 4 | 240 | 5    | 82,9   |

У = Одиграо утакмица; Мин = Минути проведени у игри; ППГ = Просечно примљени голови О% = Проценат одбрана